# Amanite panthère
Amanita pantherina
Espèce
Amanita pantherina, l'Amanite panthère, est une espèce de champignon toxique de la famille des Amanitaceae. Elle est caractérisée par ses verrues blanc, sa marge cannelée, son anneau non strié et sa volve ou ourlet surmontée de quelques bourrelets annulaires.

## Systématique

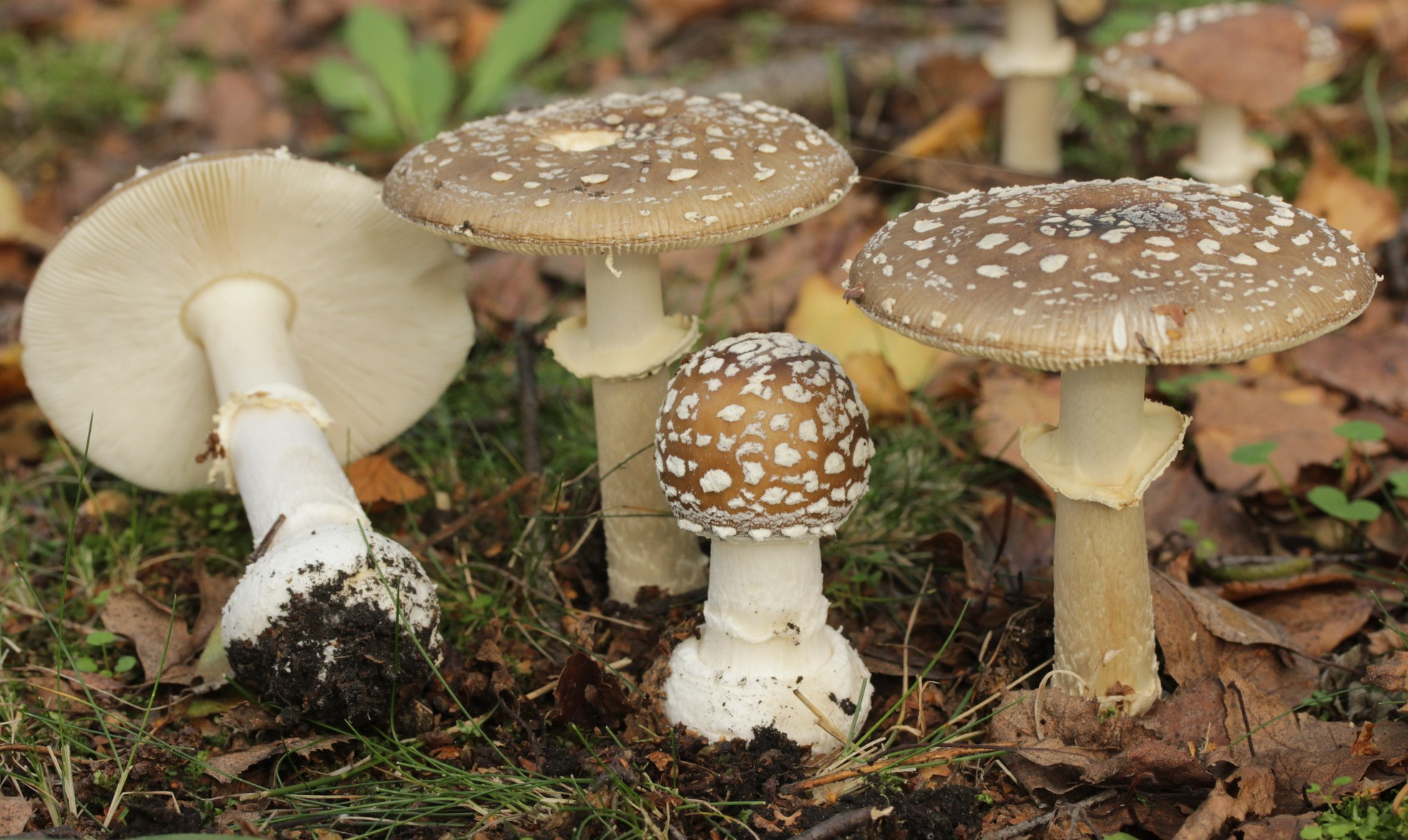
Collection de sporophores de A. pantherina en Allemagne.

Le nom scientifique complet (avec auteur) de ce taxon est Amanita pantherina (DC.) Krombh..
L'espèce a été initialement classée dans le genre Agaricus sous le basionyme Agaricus pantherinus DC..

### Synonymes
Amanita pantherina a pour synonymes :
- Amanita pantherina Fr.
- Agaricus herpeticus Roques
- Agaricus pantherinus DC.
- Agaricus ruderatus Batsch
- Amanita abietum E.-J.Gilbert
- Amanita pantherina (DC ex Fr.) Secr.
- Amanita pantherina (Fr.) Quel.
- Amanita pantherina f. abietum (E.-J.Gilbert) Neville & Poumarat
- Amanita pantherina f. albida R.Schulz
- Amanita pantherina f. robusta A.Pearson
- Amanita pantherina f. stramineovelata Neville & Poumarat
- Amanita pantherina f. subcandida M.Traverso, Neville & Poumarat
- Amanita pantherina subsp. robusta A.Pearson, 1946
- Amanita pantherina var. abietum (E.-J.Gilbert) Veselý
- Amanita pantherina var. cariosa
- Amanita pantherina var. isabellomarginata Neville & Poumarat
- Amanita pantherina var. vestita Velen.
- Amanitaria pantherina (DC.) E.-J.Gilbert
- Amanitaria pantherina f. abietum (E.-J.Gilbert) E.-J.Gilbert
- Hypophyllum margaritiferum Paulet

### Noms vulgaires et vernaculaires
Ce taxon porte en français le nom vernaculaire ou normalisé suivant : Amanite panthère,,.

## Description du sporophore
Son chapeau mesure 4 à 15 de diamètre, il est initialement hémisphérique puis convexe et finalement étalé à déprimé. Visqueux par temps humide et satiné par temps sec, il est de couleur brun noir, brun plus ou moins sombre, brun bistre, brun beige, ochracé fauvâtre à beige très pâle, il s’éclaircit légèrement à partir de la marge. La marge régulière est striée à cannelée bien visible à maturité, lorsqu'elle est jeune elle est précocement striée mais courtement et de façon nette. Il est parsemé-garni de petits flocons ou verrues blanc pur immuables farineuses (en gouttes de lait), assez régulièrement disposés, mais disparaissant facilement par temps de pluie,,.
Les lames sont blanc pur, libres, serrées, inégales, arrondies vers la marge, avec lamellules tronquées à angle droit, à arêtes floconneuses et d’un blanc de lait. La sporée est blanche,.
Son stipe mesure 5 à 15 cm de hauteur pour 1 à 2 cm d'épaisseur, il est blanc, blanc pur, glabre, lisse, initialement farci puis creux avec l’âge, plus ou moins élancé, bulbeux, subcylindrique avec un bulbe turbiné (en forme de toupie), avec une volve floconneuse circoncise ourlant le bulbe dans sa partie supérieure, surmontée de 1 à 3 bourrelets continus hélicoïdaux en bracelets. Il est orné d'un anneau membraneux blanc pur, situé à mi-hauteur du stipe, membraneux, étalé puis pendant-apprimé, fugace, non strié,.
La chair est blanche immuable, mince, tendre, humide et d’un blanc immuable même sous la cuticule. Sa saveur est relativement douce et son odeur est faible, subnulle ou faible de radis,.

### Caractéristiques microscopiques
Ses spores mesurent 11 µm x 7 µm, elles sont elliptiques, non amyloïdes.

## Galerie

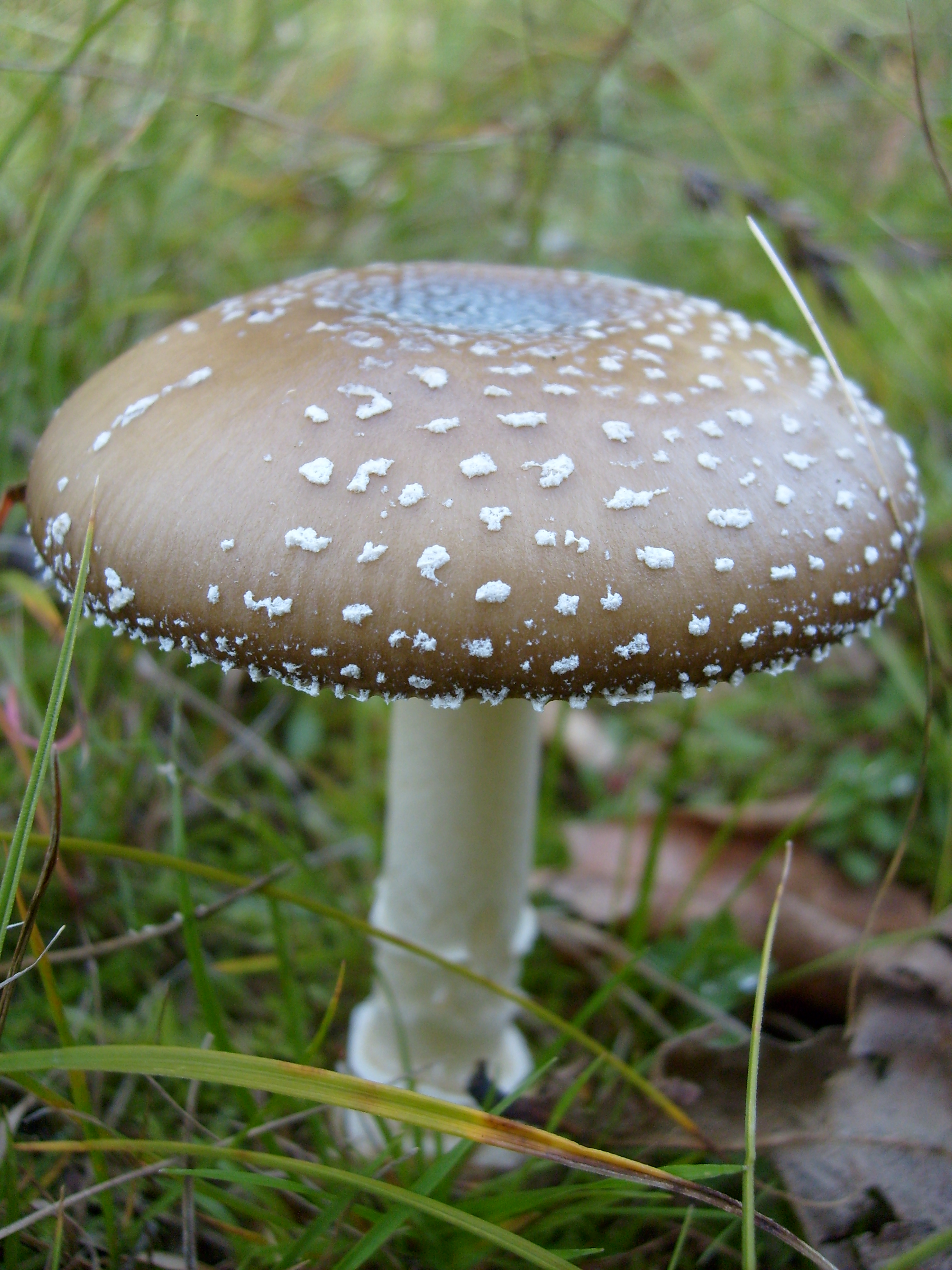
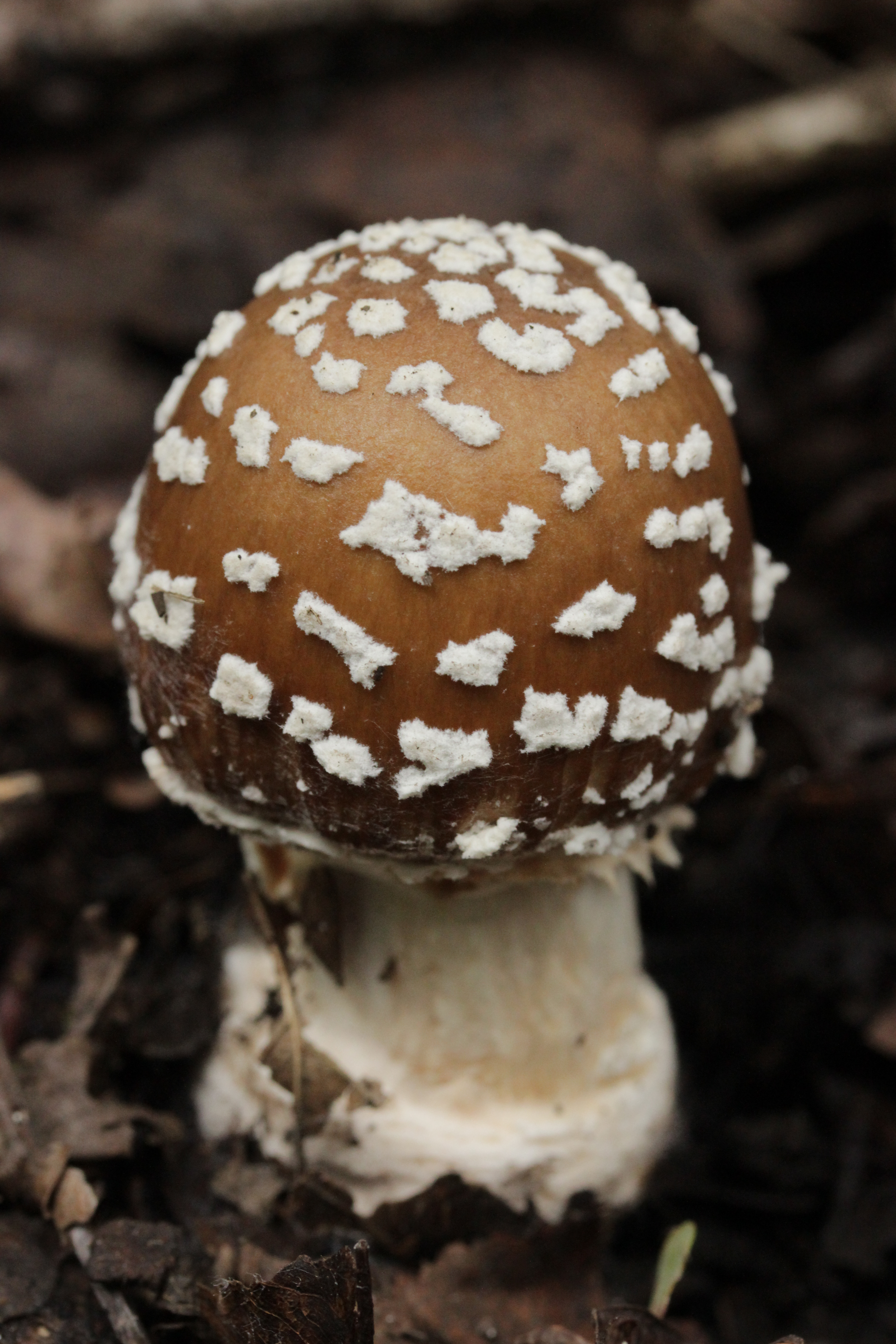
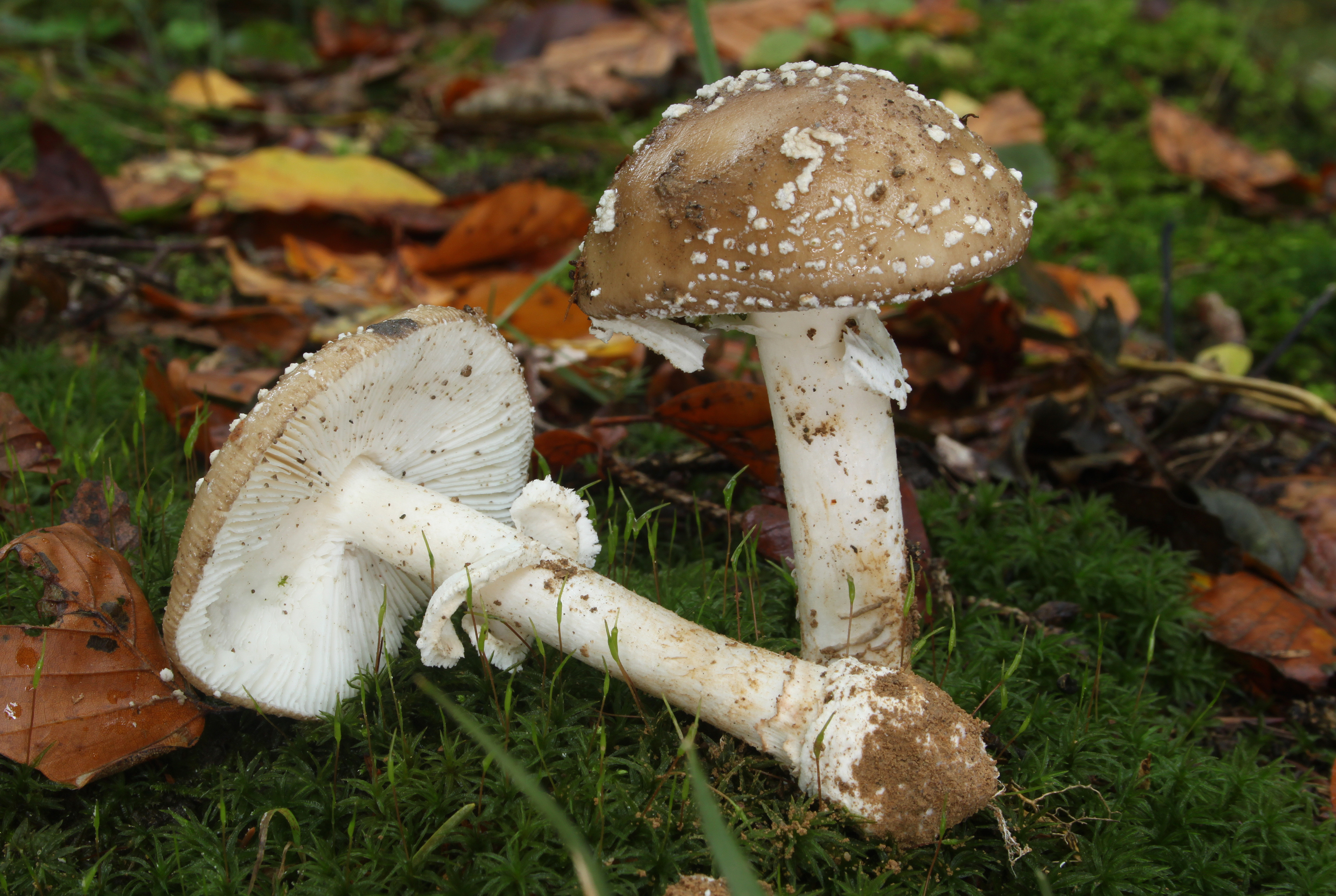
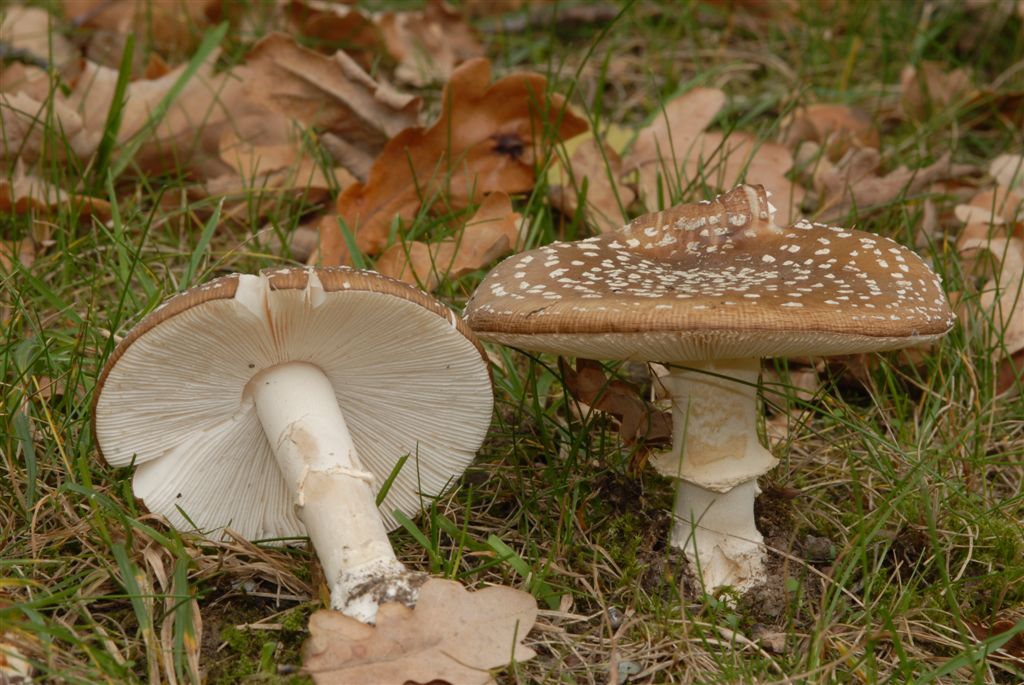
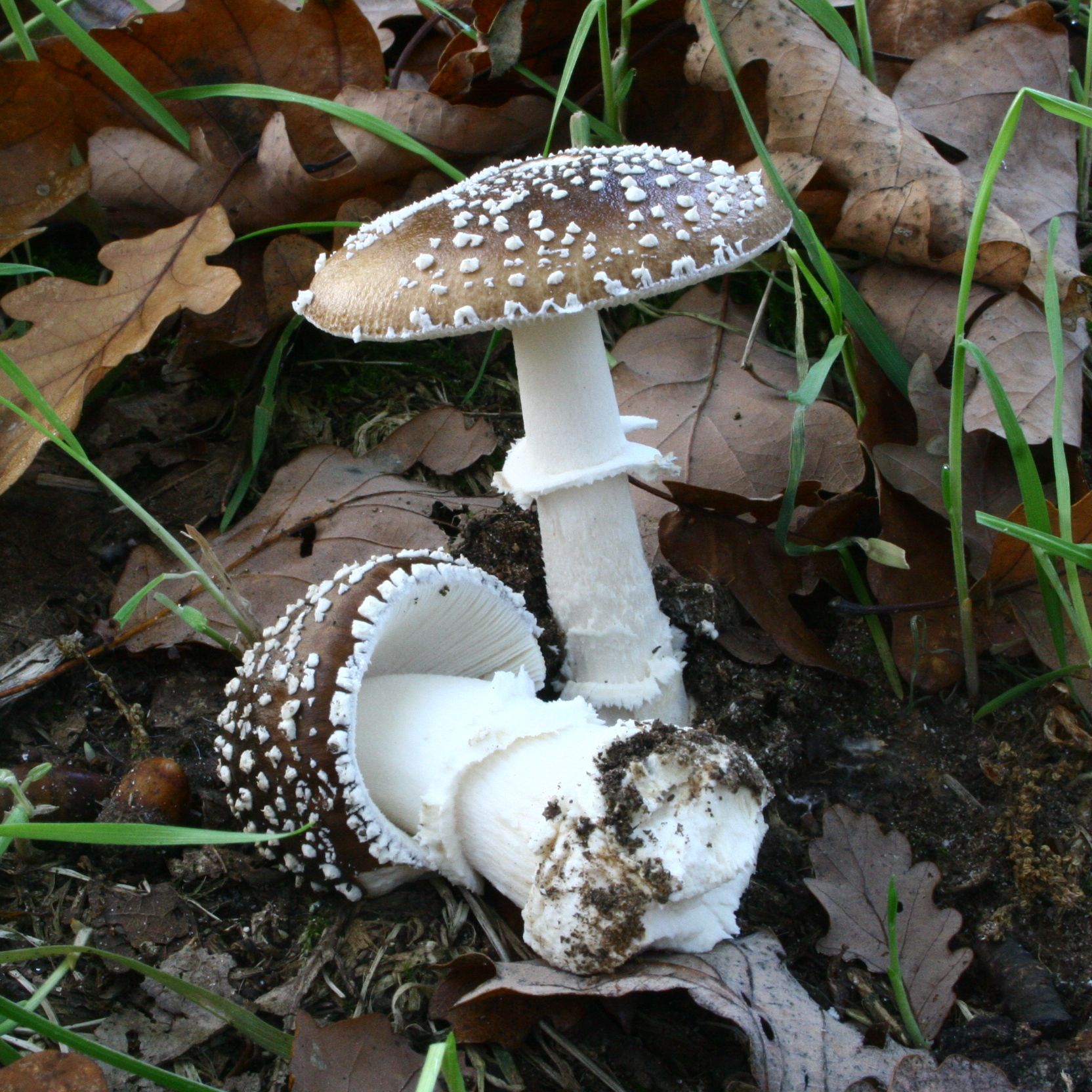
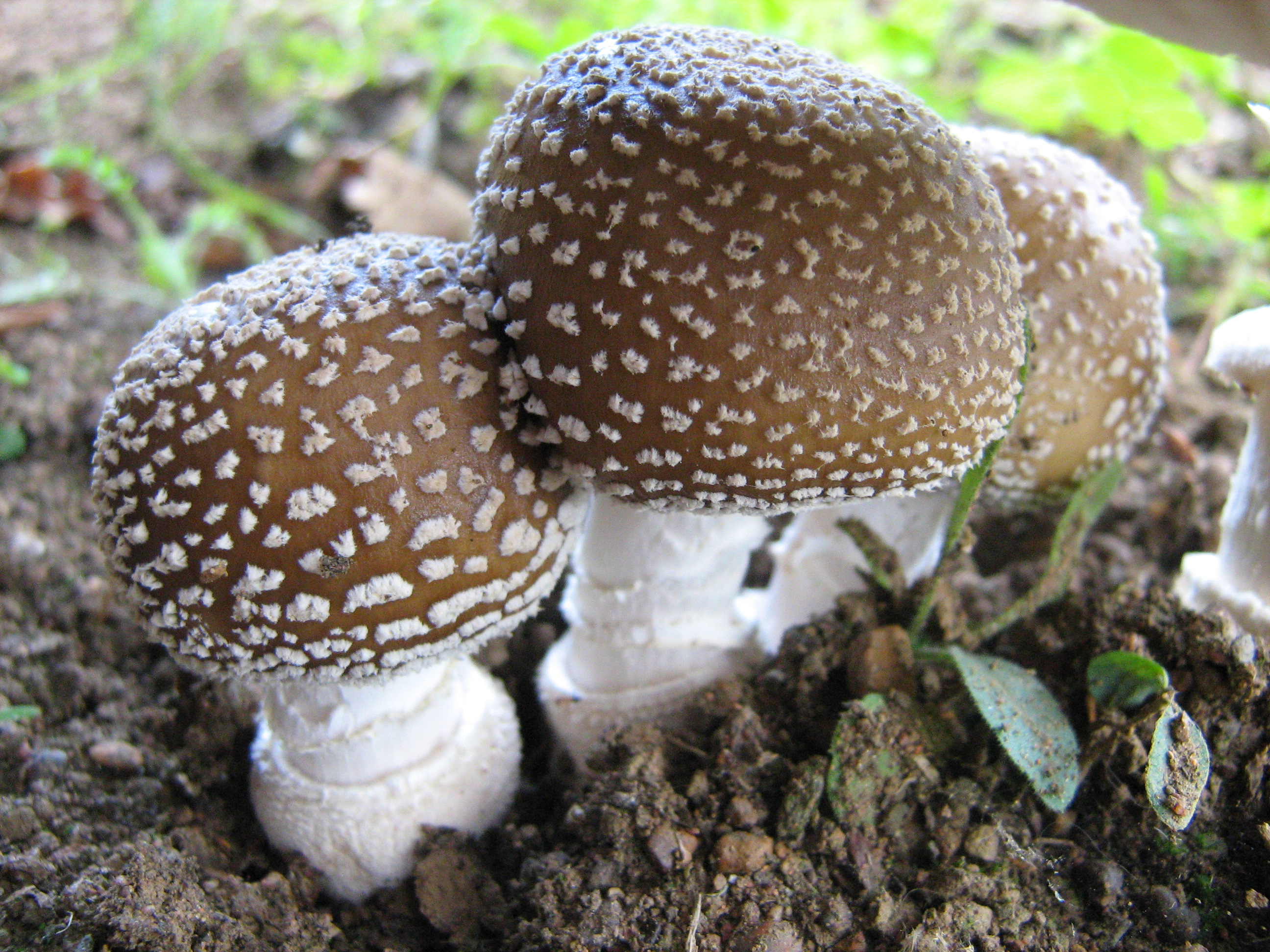
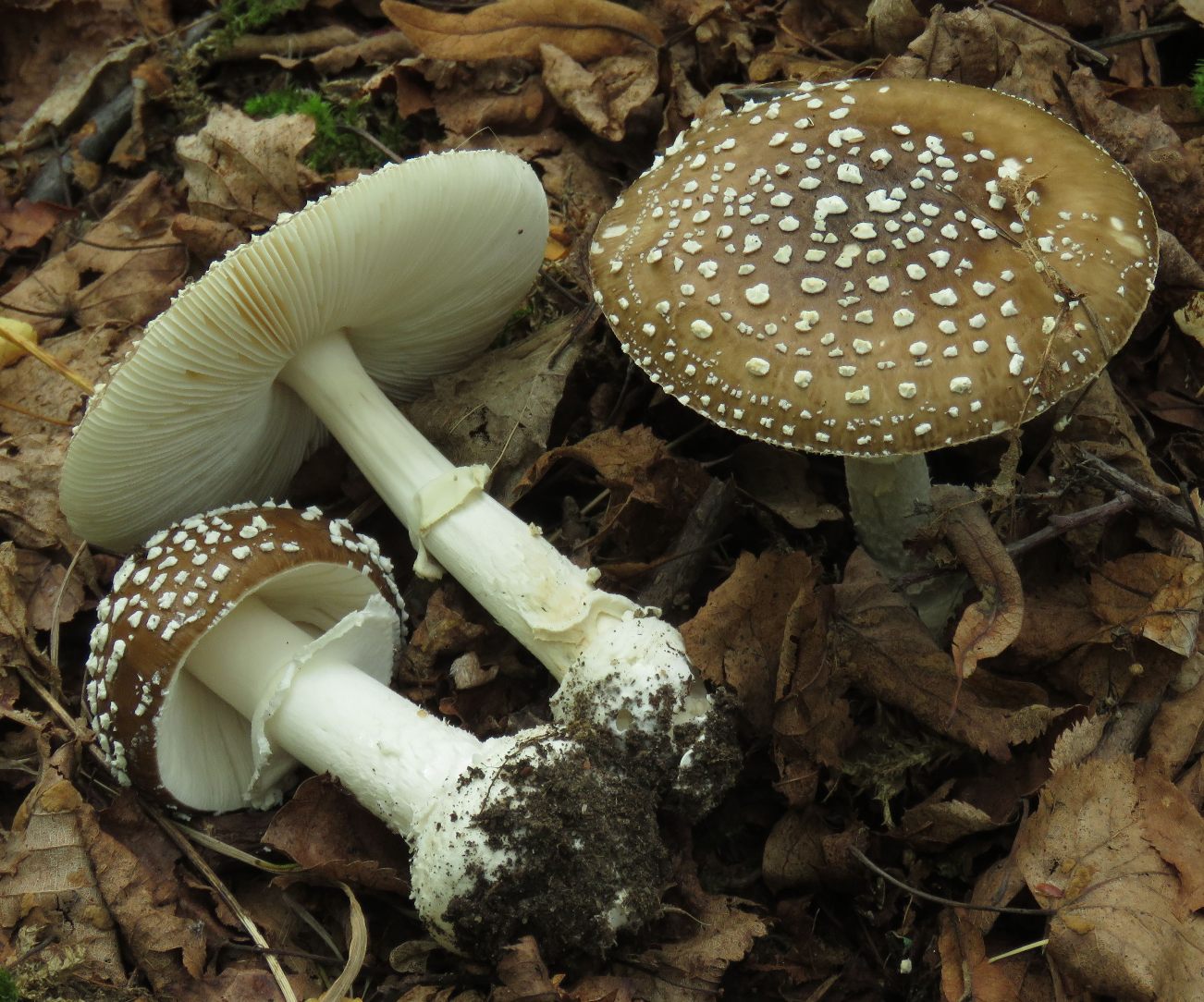
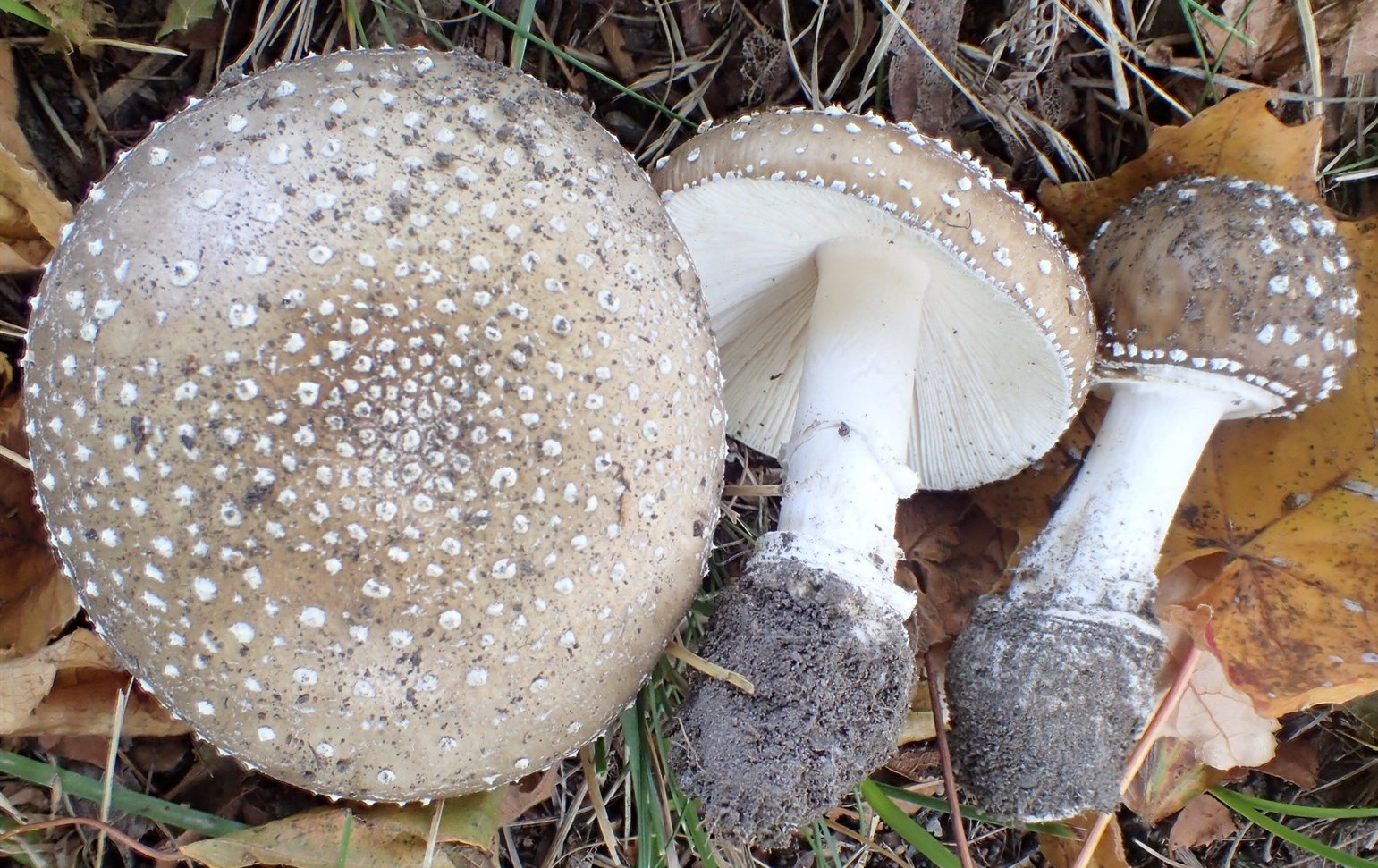
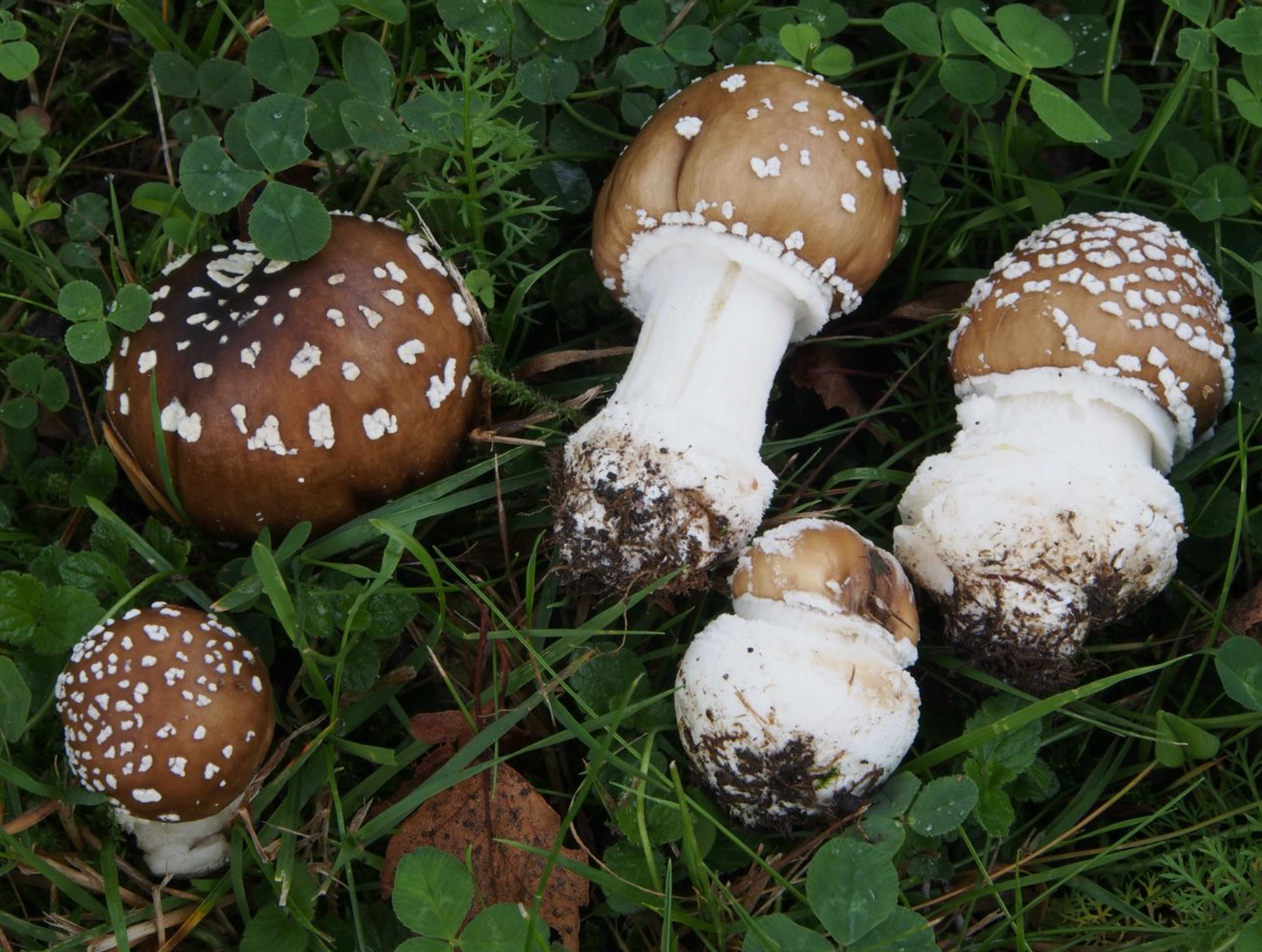
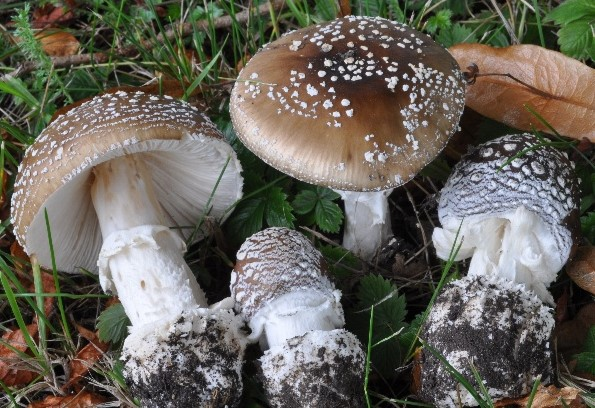
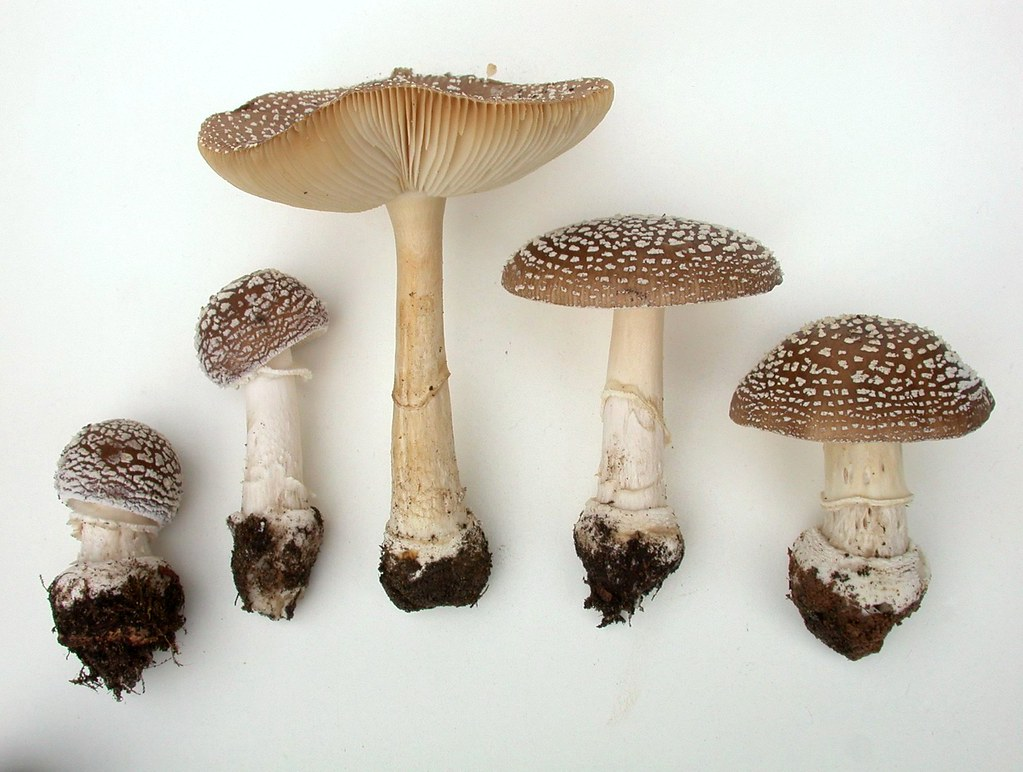

## Variétés et formes
- Amanita pantherina f. abietum est plus sombre, plus charnue, robuste, a des flocons sales un peu confluents, a la marge peu striée ou non cannelée et elle pousse surtout sous conifères[5],[4].
- Amanita pantherina f. albida est une simple forme très pâle du type, dont le chapeau d'abord blanchâtre, prend ensuite une pâle nuance de la couleur du type, finalement gris-brun en séchant[4].
- Amanita pantherina var. isabellomarginata a le voile général teinté de brun fuligineux, le chapeau brun qui pâlit aux endroits entourant les restes de voile, a l'anneau placé bas dans le stipe, en-dessous de celui-ci possède des écailles et des fibrilles se teintant de brunâtre et la marge de ses lames est de couleur isabelle[4].
- Amanita pantherina f. stramineovelata a le voile général subtilement teinté de jaune paille, son chapeau est de couleur brun jaunâtre et est plus thermophile[4].
- Amanita pantherina f. subcandida est plus méditerranéenne, a un chapeau blanc pur jusqu'à maturité, à l'exception du centre légèrement teinté d'ochracé pâle, sans assombrissement ultérieur, apparaissant comme une forme vraiment subalbinique[4].

## Habitat et distribution
C'est un champignon mycorhizien, commun, qui pousse de la fin de l'été à la fin de l'automne, en forêt plutôt sous feuillus sur sols argileux calcaires, mais aussi sous conifères sur sols siliceux, généralement en petits groupes,.

## Toxicité
C'est un champignon toxique, mais non mortel. Comme l'amanite tue-mouches, il provoque des troubles digestifs violents et des effets psychotropes dissociatifs. La concentration de toxines étant plus élevée chez l'amanite panthère, l'intoxication est donc plus grave. Elle provoque des convulsions chez les enfants. Comme l'Amanite tue-mouches, elle contient de l'acide iboténique et du muscimole dont les propriétés hallucinogènes l'ont désignée pour un usage chamanique dans un but d'ivresse extatique, son utilisation est cependant encore plus risquée que pour l'Amanite tue-mouches.
Pour plus de détails, voir Syndrome panthérinien.

## Confusions possibles

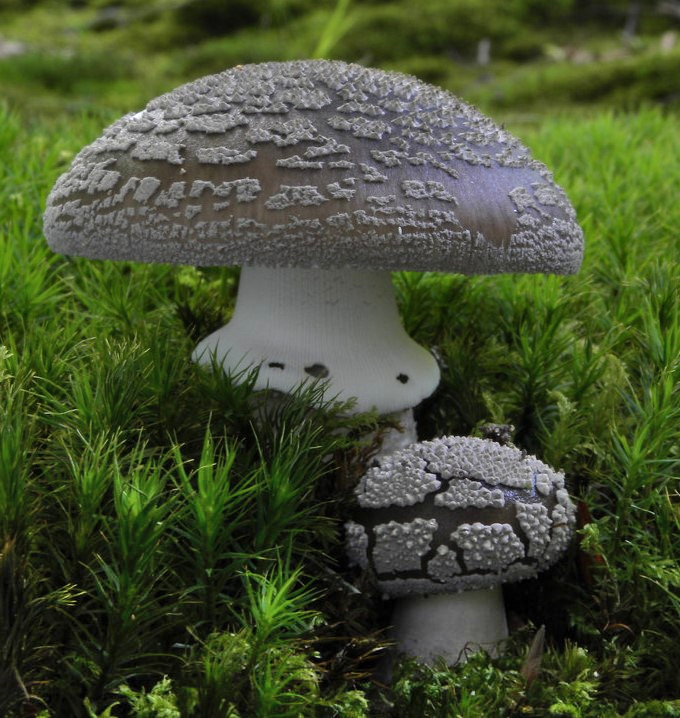
L'Amanite épaisse (Amanita excelsa var. spissa), souvent prise pour l'Amanite panthère.

- L'Amanite épaisse (Amanita excelsa var. spissa), souvent prise pour l'Amanite panthère.L'Amanite épaisse (Amanita excelsa var. spissa), commune, aux plaques grises sur le chapeau disposées à la manière d'une "carte géographique", à l'anneau nettement strié verticalement et au pied bulbeux à l'odeur de rave, sans volve ourlée et sans bracelets annulaires au dessus de la base. Sans intérêt alimentaire cuite, toxique crue.
- L'Amanite rougissante (Amanita rubescens), commune, aux flocons ochracés sur le chapeau, aux teintes carnées, à l'anneau strié, au pied bulbeux sans volve ourlée sans bracekets annulaires au dessus et à la chair rougissante dans les blessures. Comestible réputée cuite, toxique crue.
- L'Amanite royale (Amanita regalis), espèce nordique, rare en France, aux verrues ochracées et au bulbe couvert de bourrelets annulaires. Toxique.
- L'Amanite fausse-royale (Amanita pseudoregalis), espèce nordique, rare en France, semblable à A. regalis mais plus trapue et plus claire.